# Наяд (фільм)
«Наяд» (англ. Nyad) — американський біографічний спортивний драматичний фільм 2023 року про численні спроби плавчині Даяни Наяд на початку 2010-х років пропливти Флоридську протоку з ретроспекціями її раннього життя. Режисерами фільму виступили Елізабет Чай Васарелі та Джиммі Чин (у їхньому дебютному режисерському повнометражному фільмі), а сценарій написала Джулія Кокс на основі мемуарів Даяни Наяд «Знайти шлях» (англ. Find a Way) 2015 року. У ньому зіграла Аннетт Бенінг у ролі Наяд, а також Джоді Фостер і Ріс Іванс у ролях другого плану.
Світова прем'єра фільму «Наяд» відбулася на 50-му кінофестивалі Тельюрайд 1 вересня 2023 року, 12 вересня фільм показано на Міжнародному кінофестивалі в Торонто. Він вийшов у прокат у деяких кінотеатрах 20 жовтня 2023 року, а потім транслювався на Netflix 3 листопада. Фільм отримав позитивні відгуки від критиків, які особливо похвалили за виконання Бенінг і Фостер. За свої ролі Бенінг і Фостер були номіновані на найкращу жіночу роль і найкращу жіночу роль другого плану відповідно на 96-й церемонії вручення премії «Оскар», 81-й церемонії вручення премії «Золотий глобус» і 30-й церемонії вручення премії Гільдії кіноакторів США.

## Акторський склад
| Актор                | Роль               |
| -------------------- | ------------------ |
| Аннетт Бенінг        | Даяна Наяд         |
| Анна Гаррієт Піттман | 14-річна Даяна     |
| Джоді Фостер         | Бонні Столл        |
| Ріс Іванс            | Джон Бартлетт      |
| Карлі Ротенберг      | Ді Брейді          |
| Джина Ї              | Анджела Янагіхари  |
| Люк Косгроув         | Люк Тіпл           |
| Ерік Т. Міллер       | Джек Нельсон       |
| Гарленд Скотт        | Джон Роуз          |
| Джонні Карсон        | у ролі самого себе |